# Улица Жарновецкого
Улица Жарновецкого — улица в Петергофе. Проходит от Эрлеровского бульвара до Озерковой улицы.
Некоторое время, с начала 1970-х годов и до 1975 года улица носила название Самсониевский проезд, из-за близости Самсоньевского водовода, вдоль которого проходит, но данное название широкого распространения не имело.
Своё современное название улица получила в апреле 1975 года в честь К. С. Жарновецкого.

## Достопримечательности
В непосредственной близости от Улица Жарновецкого находится Колонистский парк. Зеленая зона отделяет улицу от Центрального сквера с заложенной в нем Алеей Подводников и Петергофским водоводом (Ольгинский и Самсониевский каналы).